# Tankcsapda
Tankcsapda je maďarská heavy metal-rocková kapela. Samostatně začala hrát v roce 1989, první album neslo název Baj van!!. Předtím spolupracovala s další kapelou Aurora.
Jejími členy jsou Lukács László, Cseresznye a Fejes Tamás. Dříve byli součástí skupiny také Buzsik György, Elek Ottó a Tóth Laboncz Attila,

## Diskografie

### Alba[1]
- Baj van!! (1989)
- Punk and Roll (1990)
- Legjobb méreg (1992)
- Jönnek a férgek (1994)
- Az ember tervez (1995)
- Eleven (1996)
- Cause for sale (1996)
- Connektor:567 (1997)
- Ha zajt akartok (1998)
- Tankológia (1999)
- Ez az a ház – Maxi (2000)
- Agyarország (2001)
- Baj van (2002)
- Szextárgy – Maxi (2003)
- Élni vagy égni (2003)
- A legjobb mérgek – Best of (2004)
- Mindenki vár valamit (2006)
- Elektromágnes (2007)
- Minden jót (2009)